# Gårdsjön (Gillberga socken, Värmland, 657991-133363)
Gårdsjön är en sjö i Säffle kommun i Värmland och ingår i Göta älvs huvudavrinningsområde. Sjön har en area på 0,545 kvadratkilometer och ligger 94,1 meter över havet.

## Delavrinningsområde
Gårdsjön ingår i det delavrinningsområde (658508-133279) som SMHI kallar för Utloppet av Sandsjön. Medelhöjden är 115 meter över havet och ytan är 32,96 kvadratkilometer. Det finns inga avrinningsområden uppströms utan avrinningsområdet är högsta punkten. Sandån som avvattnar avrinningsområdet har biflödesordning 3, vilket innebär att vattnet flödar genom totalt 3 vattendrag innan det når havet efter 233 kilometer. Avrinningsområdet består mestadels av skog (75 procent). Avrinningsområdet har 2,15 kvadratkilometer vattenytor vilket ger det en sjöprocent på 6,5 procent.